# Geschwister-Scholl-Schule Herford
Die Geschwister-Scholl-Schule ist eine von drei Realschulen der ostwestfälischen Stadt Herford in Nordrhein-Westfalen.

## Name der Schule
Die Schule hieß zunächst Realschule Wiesestraße, später wurde sie nach Hans und Sophie Scholl benannt, die im Zweiten Weltkrieg im Kampf gegen den Nationalsozialismus ihr Leben ließen. In der Anfangszeit wurde die Schule auch Könerschule genannt, da bis zum Bau der Schule die Körnerstraße zwischen dem Weddigenufer und der Wiesestraße über das Gelände verlief. An den Verlauf erinnern noch die Wege, die von den beiden Straßen auf das Schulgelände führen. Die Körnerstraße war nach dem Schriftsteller und Freiheitskämpfer Carl Theodor Körner benannt worden.

## Lage
Die Schule liegt an der Wiesestraße 33a am Rand der Herforder Innenstadt in der Altstädter Feldmark unweit des  Mathilden-Hospitals, der Herforder Wallanlagen und der Werre.

## Geschichte
Die Schule wurde 1956 zur Entlastung der Volksschulen Falkstraße, Friedenstal und Komturstraße gebaut. 1957 beschloss der Rat der Stadt Herford sie neben der Realschule Uhlandstraße zur zweiten Realschule auszubauen. Der Bau der Schule wurde in zwei Abschnitten durchgeführt. Nach einer Feierstunde am 21. April 1958 konnten nur vier Jungen- und zwei Mädchenklassen der Realschule in das neue Gebäude einziehen. Für den Herbst des Jahres 1958 wurde die Vollendung des zweiten Bauabschnittes in Aussicht gestellt. Am 14. April 1959 fand die Feierstunde zur Einweihung der Schule statt.

## Schulleiterinnen und Schulleiter
Die Schule wird seit 2021 von Dirk Hansen geleitet. Davor war seit Sommer 2017 Marie-Theres Brinkmann Schulleiterin. Ihr Vorgänger war Bernd Oberhokamp, der der Schule von 2007 bis 2017 vorstand.

## Situation seit 2010
Im Schuljahr 2010/2011 unterrichteten 35 Lehrer die 535 Schüler.
In der Klassenstufe fünf gibt es verstärkten Deutschunterricht. Ab Klassenstufe sechs wird Französischunterricht angeboten, der allerdings abgewählt werden kann. Ab der siebten Klasse können die Schüler die Differenzierungsfächer Biologie, Sozialwissenschaften und Technik wählen.
Im Sommer 2010 demonstrierte die Geschwister-Scholl-Schule erfolgreich gegen die Sparpläne der Verwaltung der Stadt Herford. Der Standort der Schule sollte verlagert werden in das Gebäude der jetzigen Hauptschule Meierfeld. Das hätte  den Bestand der Geschwister-Scholl-Schule wegen der ungünstigen Lage zum derzeitigen Einzugsgebiet gefährdet. Das Gebäude der Schule an der Wiesestraße sollte aufgegeben werden als Schulstandort. Dadurch sollten Kosten  für Miete und Erhalt des Gebäudes gespart werden. In diesem Zusammenhang wurde die bereits beschlossene und begonnene energetische Sanierung der Außenhaut der Schule mit Fördermitteln des Bundes gestoppt. Nach der Demo wurde beschlossen, die energetische Sanierung wieder aufzunehmen und in einem zweiten Bauabschnitt fortzusetzen. Dadurch ist die Stadt gebunden, das Gebäude mindestens weitere 10 Jahre als Schule zu benutzen.
Am 11. Januar 2013 ist die Geschwister-Scholl-Schule als „Schule ohne Rassismus – Schule mit Courage“ zertifiziert worden.
Seit 2015 ist die Geschwister-Scholl-Schule die 101. Fair-Trade-School Deutschlands und die erste Fair-Trade-Schule in Herford.